# Human Entertainment
La Human Entertainment (ヒューマン株式会社?, Hyūman kabushikigaisha) è stata un'azienda giapponese di sviluppo e produzione di videogiochi. Fondata dalla fusione di due compagnie esistenti con il nome di Sonata, ha smesso di produrre videogiochi per numerose piattaforme nel 1999. Alcuni dei suoi sviluppatori hanno continuato a lavorare in aziende come 5pb., Hamster Corporation, Spike e Grasshopper Manufacture che detengono la proprietà intellettuale dei titoli di Human Entertainment. Tra i videogiochi più celebri figurano Clock Tower e le serie Fire Pro Wrestling, Formation Soccer e Twilight Syndrome.

## Giochi

### Sviluppati dalla Human Entertainment

#### Game Boy
- HAL Wrestling  (pubblicato nel 1990)
- Super Soccer  (pubblicato nel 1991-1992)

#### Nintendo Entertainment System
- The Adventures of Gilligan's Island
- Kabuki Quantum Fighter
- Monster Party

#### Nintendo 64
- Air Boarder 64 (pubblicato il 27 marzo del 1998)
- F1 Pole Position 64 (pubblicato 15 ottobre del 1997)
- Human Grand Prix: The New Generation

#### PC Engine
- Fire Pro Wrestling Combination Tag (pubblicato il 22 giugno del 1989)
- Fire Pro Wrestling 2nd Bout (pubblicato il 30 agosto del 1991)
- Vasteel 2 (pubblicato nel 1994)

#### PC (Windows)
- The Conveni: Ano Machi wo Dokusen Seyo (pubblicato il 26 aprile del 1996)
- The Conveni III: Ano Machi wo Dokusen Seyo (pubblicato il 19 aprile 2002)
- The Conveni III: Ano Machi wo Dokusen Seyo - Popular Edition (pubblicato il 24 giugno del 2004)
- The Conveni Pack: Ano Machi wo Dokusen Seyo + Power Up Kit (pubblicato il 24 aprile del 2003)
- The Marugoto (pubblicato nel 7 dicembre del 2001)
- Clock Tower: The First Fear (1999)

#### PlayStation
- Bakusou Dekotora Densetsu: Art Truck Battle (pubblicato il 24 giugno del 1998)
- Clock Tower: The First Fear (pubblicato il 17 luglio del 1997)
- Clock Tower (pubblicato il 13 dicembre del 1996)
- Clock Tower II: The Struggle Within (Clock Tower: Ghost Head in Giappone) (pubblicato il 28 ottobre del 1999)
- The Conveni: Ano Machi wo Dokusen Seyo (pubblicato il 28 marzo del 1997)
- The Conveni 2: Zenkoku Chain Tenkai da! (pubblicato il 18 dicembre del 1997)
- The Conveni Special (pubblicato il 12 marzo 1998)
- Fire Pro Wrestling G (pubblicato nel 2000)
- Formation Soccer '97: The Road to France (pubblicato il 27 giugno del 1997)
- Formation Soccer '98: Ganbare Nippon in France (pubblicato il 4 giugno del 1998)
- Hyper Final Match Tennis (pubblicato il 22 marzo del 1996)
- Hyper Formation Soccer (pubblicato il 13 ottobre del 1995)
- Mizzurna Falls (pubblicato nel 1998)
- Remote Control Dandy (22 luglio 1999)
- The Firemen 2: Pete & Danny (22 dicembre 1995)
- Vanguard Bandits (27 giugno 2000)

#### Sega Saturn
- The Conveni: Ano Machi wo Dokusen Seyo (20 marzo 1997)
- The Conveni 2: Zenkoku Chain Tenkai da! (12 marzo 1998)
- Fire Pro Wrestling S: 6 Men Scramble (27 dicembre 1996)

#### Sega Mega Drive
- Fastest 1 (28 giugno 1991)

#### Sega CD
- Bari-Arm (Android Assault)

#### Super NES
- Clock Tower (14 settembre 1995)
- Dragon's Earth (1992-12-30)
- F1 Pole Position
- F1 Pole Position 2
- Human Grand Prix III: F1 Triple Battle
- Human Grand Prix IV: F1 Dream Battle
- SOS (1º giugno 1994)
- Super Final Match Tennis (12 agosto 1994)
- Super Fire Pro Wrestling X (22 dicembre 1995)
- Super Fire Pro Wrestling X Premium (29 marzo 1996)
- Super Fire Pro Wrestling: Queen's Special
- Super Soccer
- Super Formation Soccer 2
- Super Formation Soccer 94
- Super Formation Soccer 95: della Serie A
- Super Formation Soccer 96: World Club Edition
- Taekwon-Do (28 giugno 1994)
- The Firemen (9 settembre 1994)
- Waku Waku Ski Wonder Spur

#### TurboGrafx/Duo/PC Engine
- Far The Earth no Jakoutei: Neo Metal Fantasy (1992)
- Final Match Tennis (17 marzo 1991)
- Formation Soccer: Human Cup '90 (27 aprile 1990)
- Formation Soccer on J-League (15 gennaio 1994)
- Formation Soccer 95: della Serie A (7 aprile 1995)
- Vasteel (1992)

### Pubblicati dalla Human Entertainment

#### Dreamcast
- Fire Pro Wrestling D (6 marzo 2001)

#### Game Boy
- Chacha-Maru Panic (19 aprile 1991)
- HAL Wrestling (1990)

#### Nintendo 64
- Air Boarder 64 (27 marzo 1998)
- Human Grand Prix: The New Generation

#### PC Engine
- Fire Pro Wrestling Combination Tag (22 giugno 1989)
- Fire Pro Wrestling 2nd Bout (30 agosto 1991)
- Vasteel (1992)
- Laplace no Ma (30 marzo 1993)
- Vasteel 2 (1994)

#### PC (Windows)
- The Marugoto (7 dicembre 2001)

#### PlayStation
- Bakusou Dekotora Densetsu: Art Truck Battle (24 giugno 1998)
- Blue Breaker: Ken yori mo Hohoemi o (1997)
- Clock Tower: The First Fear (17 luglio 1997)
- Fire Pro Wrestling G (2000)
- Formation Soccer '97: The Road to France
- Hyper Final Match Tennis (22 marzo 1996)
- Mizzurna Falls (released 1998)
- Remote Control Dandy (22 luglio 1999)
- Sound Qube (12 marzo 1998)
- The Conveni: Ano Machi wo Dokusen Seyo (28 marzo 1997)
- The Conveni 2: Zenkoku Chain Tenkai da! (18 dicembre 1997)
- The Conveni Special (12 marzo 1998)
- Vanguard Bandits (1998)

#### Saturn
- Fire Pro Gaiden: Blazing Tornado (1995)
- Fire Pro Wrestling S: 6 Men Scramble (27 dicembre 1996)
- The Conveni: Ano Machi wo Dokusen Seyo (20 febbraio 1997)
- The Conveni 2: Zenkoku Chain Tenkai da! (12 marzo 1998)

#### Super NES
- Clock Tower (14 settembre 1995)
- Dragon's Earth (30 dicembre 1992)
- F1 Pole Position
- Human Baseball
- Super Fire Pro Wrestling 3 Final Bout
- The Firemen (1º giugno 1996)
- Laplace no Ma (1993)
- Super Final Match Tennis (12 agosto 1994)
- Super Fire Pro Wrestling X (22 dicembre 1995)
- Super Fire ProWrestling X Premium (29 marzo 1996)
- Tadaima Yuusha Boshuuchuu Okawari (25 novembre 1994)
- Taekwon-Do (28 giugno 1994)

#### TurboGrafx/Duo/PC Engine
- Far the Earth no Jakoutei: Neo Metal Fantasy (1992)
- Final Match Tennis (17 marzo 1991)

#### WonderSwan
- Bakusou Dekotora Densetsu (22 dicembre 1999)
- Clock Tower (9 dicembre 1999)